# 일란화친조약
일란화친조약(日蘭和親条約)은 1856년1월30일에 일본 에도막부와 네덜란드가 체결 한 화친 조약이다. 1854년 미일화친조약(美日和親条約)이 체결 된 이후, 에도 막부는 네덜란드와도 새로운 관계를 가진다는 방침을 세워 이루어진 조약이다.
일본의 당시 외교정책은 기본적으로 '쇄국'을 원칙으로 하고 있었고 예외적으로 조선이나 류큐 왕국과는「통신(通信)」이라는 방식으로 무역이 이루어졌고 국교도 체결되어 있어 민간인간의 직접적인 접촉도 가능했다. 하지만 이때까지만 해도 네덜란드와 중국과의 관계는「통상」관계로 규정하고 국가간 무역은 가능하지만 민간인간의 접촉은 허락되지 않았다. 또한 이와 관련된 국가간 조약은 체결된 적이 없었다.
1641년 네덜란드 무역상관이 히라도섬(平戸)에서 나가사키 데지마(長崎市出島)로 옮겨진 이후에도 네덜란드인의 활동 범위는 데지마에 제한되었다. 이 조약 체결의 결과로 네덜란드와의 관계는 「통상(通商)」에서 조선과 같이 「통신(通信)」이라는 관계로 상향조정되어 양국 간 국교가 맺어지게 되었다. 또한 네덜란드인의 나가사키 시내 출입이 인정 받게되었다.